# Basina Kloos

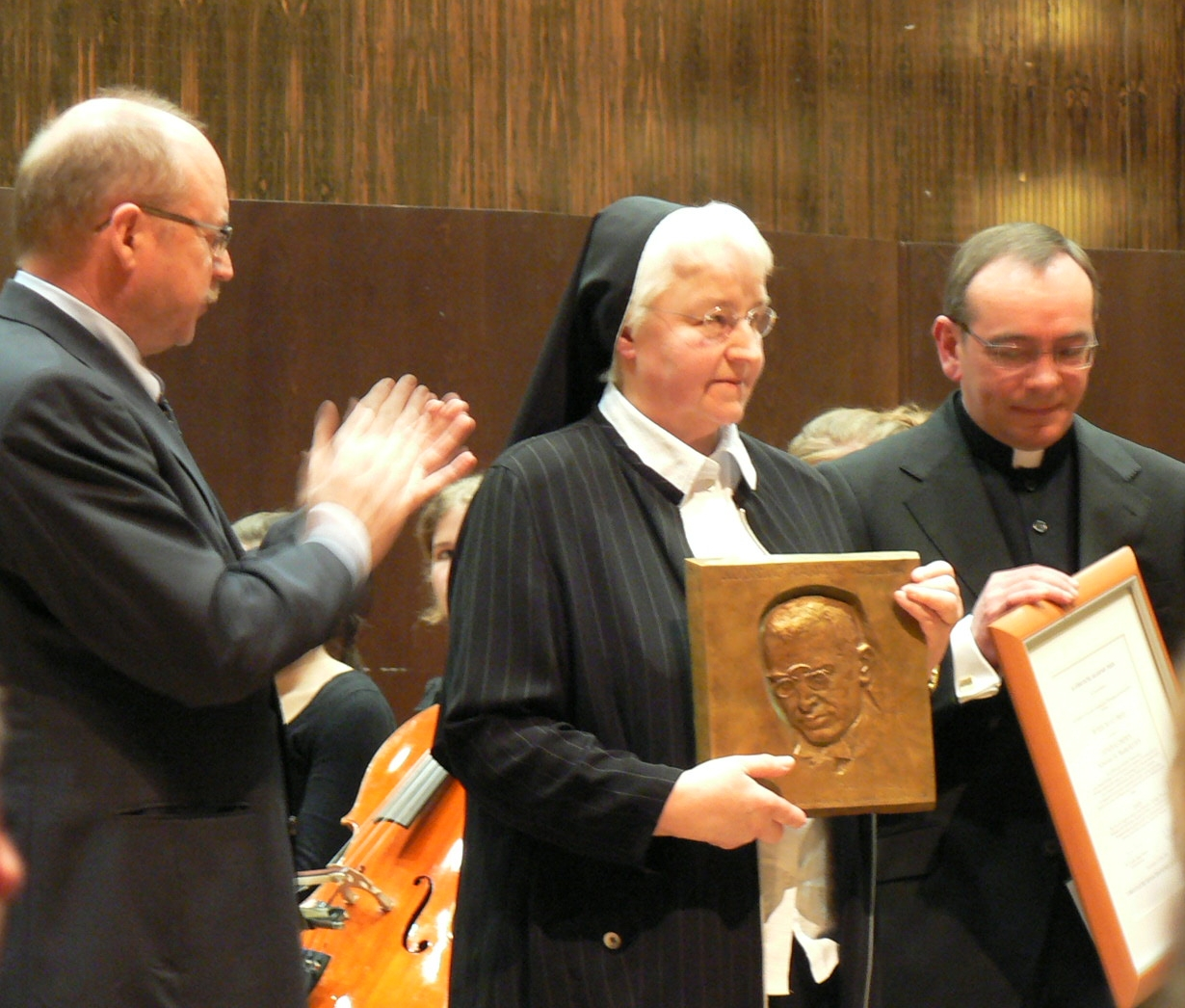
Sr. M. Basina Kloos am 29. März 2009 bei der Verleihung des Peter-Wust-Preises

Maria Basina Kloos FBMVA (* Februar 1940 in Gams ob Frauenthal (heute: Bad Gams, Weststeiermark)) ist eine deutsche Ordensschwester. Sie war in zwei Amtsperioden Generaloberin der Waldbreitbacher Franziskanerinnen.

## Leben
Als Dorothea Kloos geboren und in Idar-Oberstein aufgewachsen, trat sie 1957 in den Dritten Orden der Waldbreitbacher Franziskanerinnen ein und erhielt den Ordensnamen Basina. Sie war Krankenpflegerin, Lehrerin und Klinikleiterin, bevor sie in die Ordensleitung aufstieg. Von 1976 bis 1988 war sie Generalvikarin, von 1988 bis 1994 und von 2000 bis 2012 war sie Generaloberin ihres Ordens. Basina Kloos ist derzeit (2014) zusammen mit Schwester Marianne Meyer und Günter Merschbächer Geschäftsführerin der Marienhaus Gesundheits- und Sozialholding GmbH, einem der größten christlichen Träger von sozialen Einrichtungen in Deutschland.
Von 1995 bis 1998 war sie Generalsekretärin der Vereinigung der Ordensoberinnen Deutschlands (VOD).
Den Peter-Wust-Preis 2009 erhielt Sr. Basina nach dem Text der Verleihungsurkunde für ihr Wirken aus christlicher Verantwortung in den Herausforderungen für das Sozialwesen in der modernen Gesellschaft, die sie in führenden Funktionen der Leitung und Verantwortung in der Ordensgemeinschaft und in der St. Elisabeth GmbH/Marienhaus GmbH, Waldbreitbach wahrnimmt. Ihr Engagement für eine soziale und gerechte Gesellschaft verbindet sich mit dem Wunsch, dass soziale Einrichtungen auch in Zukunft nach christlichen Maßstäben geführt werden.

## Auszeichnungen
- 2005: Johanna-Loewenherz-Ehrenpreis
- 2009: Peter-Wust-Preis
- 2011: Bundesverdienstkreuz 1. Klasse
- 2012: Saarländischer Verdienstorden[3]
- 2015: Ehrendoktorat der Philosophisch-Theologischen Hochschule Vallendar

## Werke
- Kloos, Basina: Kann man Nächstenliebe managen? Gollenstein, Merzig 2010. ISBN 978-3-938823-83-5
- Kloos, Schwester M. Basina, Kellner, Thomas: Herausgefordert. Auf den Spuren von Rosa Flesch, Paulinus Verlag, Trier 2008, ISBN 978-3-7902-0336-3.
- Kloos, Basina (Hrsg.): Frauen-Klosterführer. Gott und sich selber finden. Don Bosco, München 2001. ISBN 3-7698-1291-3